# Coupe du Mali féminine de football
La Coupe du Mali féminine de football est une compétition de football féminin ouverte à tous les clubs maliens. Elle est l'équivalent de la Coupe nationale chez les hommes. La première édition de la compétition a lieu en 2011,.

## Palmarès
| Numéro | Édition | Vainqueur     | Finaliste     | Score |
| ------ | ------- | ------------- | ------------- | ----- |
| 1      | 2011    | USFAS         | Super Lionnes | 1-0   |
| 2      | 2012    | AS Mandé      | Réal Bamako   | 3-1   |
| 3      | 2014    | AS Mandé      | Réal Bamako   | 6-2   |
| 4      | 2015    | AS Mandé      | USFAS         | 1-0   |
| 5      | 2016    | AS Mandé      | USFAS         | 3-0   |
| 6      | 2021    | Super Lionnes | AS Mandé      | 3-1   |
| 7      | 2022    | AS Mandé      | Super Lionnes | 1-0   |
| 8      | 2023    | Amazones C5   | AS Mandé      | 2-1   |
| 9      | 2024    | AS Mandé (6)  | AS Police     | 1-0   |
| 10     | 2025    | USFAS (2)     | AS Mandé      | 1-0   |

| Club          | Titres | Finales |
| ------------- | ------ | ------- |
| AS Mandé      | 6      | 3       |
| USFAS         | 2      | 2       |
| Super Lionnes | 1      | 2       |
| Amazones C5   | 1      | 0       |
| Réal Bamako   | 0      | 2       |
| AS Police     | 0      | 1       |